# Alfred Redl
Alfred Redl (Leópolis, 14 de Março de 1864 – Viena, 25 de Maio de 1913) foi um oficial austríaco que chegou ao posto de chefe da contra-inteligência do Império Austro-Húngaro. Foi uma das figuras mais importantes da espionagem pré-Primeira Guerra Mundial. Durante seu mandato o serviço secreto foi marcado por inovações e pelo uso da mais avançada tecnologia do seu tempo para capturar agentes de espionagem estrangeiros. Mas ele mesmo era um agente de espionagem para os russos. Alegações de que Alfred Redl também trabalhou para serviços secretos da França e Itália apareceram depois de sua morte, mas não foram confirmadas nem refutadas, com confiança.

## Carreira
Nascido na Galícia, no Império Austro-Húngaro (atualmente Leópolis, na Ucrânia), Alfred Redl nasceu em uma família pobre, seu pai era um caixa de Ferroviária. Sua inteligência excepcional permitiu que fosse promovido rapidamente na carreira de oficial do exército austríaco, uma posição geralmente reservada para os ricos e privilegiados. Entrou para o serviço de contraespionagem e tornou-se chefe do gabinete, embora ele próprio tenha sido um espião para a Rússia, então inimiga da Áustria. Durante seu mandato no cargo ele melhorou bastante os métodos utilizados pelo serviço de contraespionagem austríaco, e talvez o governo não teria sido capaz de identificá-lo sem essas melhorias desenvolvidas por ele próprio.
A espionagem russa deu um salto qualitativo na entrada do século XX, quando a polícia do Estado (Okhrana) foi tornada responsável pela espionagem no exterior, mantendo escritórios em Moscou, São Petersburgo e Varsóvia, que naquela época era russa. Cooperava de forma muito próxima com o departamento de inteligência do estado maior Czarista. O  departamento da Ojrana encarregado da inteligência na Áustria tinha sua base em Varsóvia, contava uma equipe de 50 militares e 150 reservistas, era dirigido pelo coronel Nikolai Stepanovitch Batjuschin.
Batjuschin, em 1901, enviou a Viena um agente chamado Pratt, disfarçado como turista, com ordens de recrutar um oficial austríaco na cidade, se possível no departamento de investigações.  Na busca de pontos fracos na vida privada dos oficiais que tinham o perfil desejado, Pratt descobriu em 1903 que Redl mantinha uma relação homossexual  com um segundo tenente chamado Meterling, do 3°. Regimento de Dragões. Pratt enviou uma carta a Redl onde marcava um encontro, ameaçando contar ao estado-maior sobre seu relacionamento.
Reidl inicialmente ficou sob o controle pessoal do adido militar russo, barão de Roop, atividade típica de espionagem que o Imperador austríaco Francisco José I havia proibido a seus próprios adidos militares. Depois que Roop foi descoberto e expulso do país, acusado de espionagem, o contato de Redl passou a seu sucessor, o Coronel Mitrofan Konstantinovitch Martschenko, quem anos depois seria também expulso com as mesmas acusações.
Redl foi bem recompensado pelos seus serviços, tendo um estilo de vida muito acima do que poderia cobrir com seu salário oficial. Não é incomum que pessoas sejam chantageadas a começar a espionar, sendo em seguida bem pagos para continuar na atividade, como um meio de garantir o fluxo de informações. Aparentemente houve também uma forte dose de vaidade envolvida, bem como um certo sabor para o perigo.  Um relatório russo sobre Redl de 1907 o descreve como "mais esperto e falso, do que inteligente e talentoso", um cínico "que gosta de farra."
De 1903 a 1913, Redl foi o principal espião da Rússia. Antes da Primeira Guerra Mundial ele forneceu aos russos o Plano III, o plano de invasão austríaca da Sérvia. Os russos, em seguida, informaram ao comando militar sérvio tudo sobre o Plano III. Como resultado, quando os austríacos invadiram a Sérvia, os sérvios já estavam prontos para a invasão.
Redl não só forneceu todos os segredos e planos militares da Áustria, como ele também forneceu estimativas muito incorretas sobre as forças militares russas para os militares austríacos. Redl tem sido chamado de um dos maiores traidores da história porque suas ações foram responsáveis pela morte de meio milhão de seus conterrâneos.
Crê-se que Redl vendeu a Rússia um dos principais planos de ataque da Áustria, junto com sua ordem de batalha, os seus planos de mobilização (numa época em que a mobilização poderia ser a chave para a vitória) e os planos detalhados das fortificações austríacas, que em breve seriam superadas pela Rússia. Ele é conhecido sem sombra de dúvida de haver enviado agentes austríacos para a Rússia para depois de tê-los vendido a São Petersburgo. Ele também tinha agentes austríacos dentro do Gabinete da Rússia Imperial, mas vendeu seus nomes aos russos também, para serem enforcados ou de cometerem suicídio. Também se acredita que ele tenha traído vários oficiais russos que tenham contactado o serviço de inteligência austro-húngaro. Entre eles o coronel do Estado Maior Central russo Kirill Petrovich Laikov, que ofereceu aos austríacos os planos completos de marcha russos para toda frente do Leste.

## Queda
Quando deixou o serviço de contraespionagem Redl foi sucedido por um homem treinado por ele próprio, o major Maximilian Ronge. Ronge encorajava a prática de verificar correspondências suspeitas. Um envelope suspeito - um carta de posta restante que havia sido devolvida e não reclamada - foi encontrado contendo uma grande soma de dinheiro, assim como referências a endereços conhecidos como sendo ligados à espionagem. Em 9 de maio de 1913, uma segunda carta postada com dinheiro era enviada para o mesmo nome, "Nikon Nizetas". Detetives e policiais foram destacados para vigiar a agência de correios e seguir quem quer que recolhesse a correspondência. Quando a carta foi finalmente reclamada do correio em 25 de maio, a polícia seguiu o suspeito que tinha pego a carta, mas o perdeu de vista quando este pegou um táxi. Enquanto os policiais ficaram se perguntando o que fazer, eles foram surpreendidos por um golpe de sorte inimaginável: o mesmo táxi que o suspeito tinha tomado retornou. Os policiais tomaram o táxi e pediram para serem conduzidos ao endereço para o qual o cliente anterior tinha sido levado. O táxi conduziu-os ao hotel "Klomser'. No caminho encontraram a bainha de um canivete deixado no táxi. Ao chegar ao hotel "Klomser", pediram que o gerente perguntasse aos hóspedes se algum deles tinha perdido aquela bainha e, em seguida, esperaram no saguão. Quando um hóspede chegou a reclamar a bainha, os detetives chocaram-se ao reconhecer seu antigo patrão, o coronel Alfred Redl.
Quando informado sobre sua descoberta, Redl cometeu suicídio com um tiro, o que foi lamentado tanto pelo Imperador Franz Josef, que teria preferido evitar que Redl morresse em pecado mortal, e pela Inteligência Austríaca, que teria preferido interrogá-lo sobre o exato tamanho dos segredos que ele havia passado aos russos e de sua traição.

## Avaliação das consequências
Historiadores do Império Habsburgo, bem como historiadores de espionagem, como Allen Dulles da CIA e o general soviético Mikhail Milstein concordam em classificar Redl como arqui-traidor.
A traição de Redl é tida como tendo contribuído para a derrota sofrida pela Áustria-Hungria nos primeiros meses da Primeira Guerra Mundial, uma vez que os planos para o ataque à Sérvia eram bastante completos e não poderiam ter sido facilmente modificados no período de tempo compreendido entre suicídio de Redl e o início da guerra.
Alguns planos de guerra ainda foram modificados. Os russos nunca duvidaram da validade e vigência dos planos entregues por Redl, mas foram surpreendidos quando as forças austríacas lançaram uma contraofensiva entre 100 e 200 km de distância do lugar esperado, o que levou à derrota nas batalhas de Krasnik e Komarów.
O conde Adalbert Sternberg, deputado do Reichsrat, declarou depois da guerra: "[Redl] denunciou todos os espiões austríacos em solo russo constantemente, pois o caso do maior de todos [Laikov] se repetiu muitas vezes. Redl entregou nossos segredos aos russos e evitou que nós conseguíssemos os seus através de espiões. Assim, em 1914, austríacos e alemães desconhecíamos a existência de até 75 divisões russas, o que constituía mais que todo o exército austro-húngaro".
No final, talvez fosse devido à natureza do próprio estado austríaco, um conceito anacrônico, mais que uma pátria. Na política post-mortem um jornal húngaro observou que "o assunto Redl não pode ser encarado como um assunto privado. Redl não é um indivíduo, mas um sistema. Embora em outros pontos os soldados sejam ensinados a amar suas pátrias, a falta de patriotismo é tida como a maior virtude militar nesta monarquia infeliz. Conosco a educação militar culmina em todos os sentimentos nacionais serem expulsos dos nossos soldados ... No caso Redl, este espírito teve a sua vingança. Os soldados austríacos e húngaros não têm pátria, eles têm apenas um senhor da guerra".

## Representações na cultura
- O papel de Redl foi feito por Klaus Maria Brandauer no filme de István Szabó de 1985 Colonel Redl (see  Oberst Redl. no IMDb. )
- A peça teatral de John Osborne de 1965 A Patriot for Me é baseada na história de Redl.
- Um resumo da carreira de Redl e seus efeitos no curso da Primeira Guerra Mundial é dado por Dennis Wheatley, na sua novela histórica "The Second Seal" (1950). O successor de Redl, Ronge, também aparece como ele mesmo - chefe da Inteligência Áustro-Húngara.

Ele tenta escapar das tentativas da Inteligência Britânica de descobrir o que pretendia a Áustria na Sérvia, em 1914.